# Suchostaw

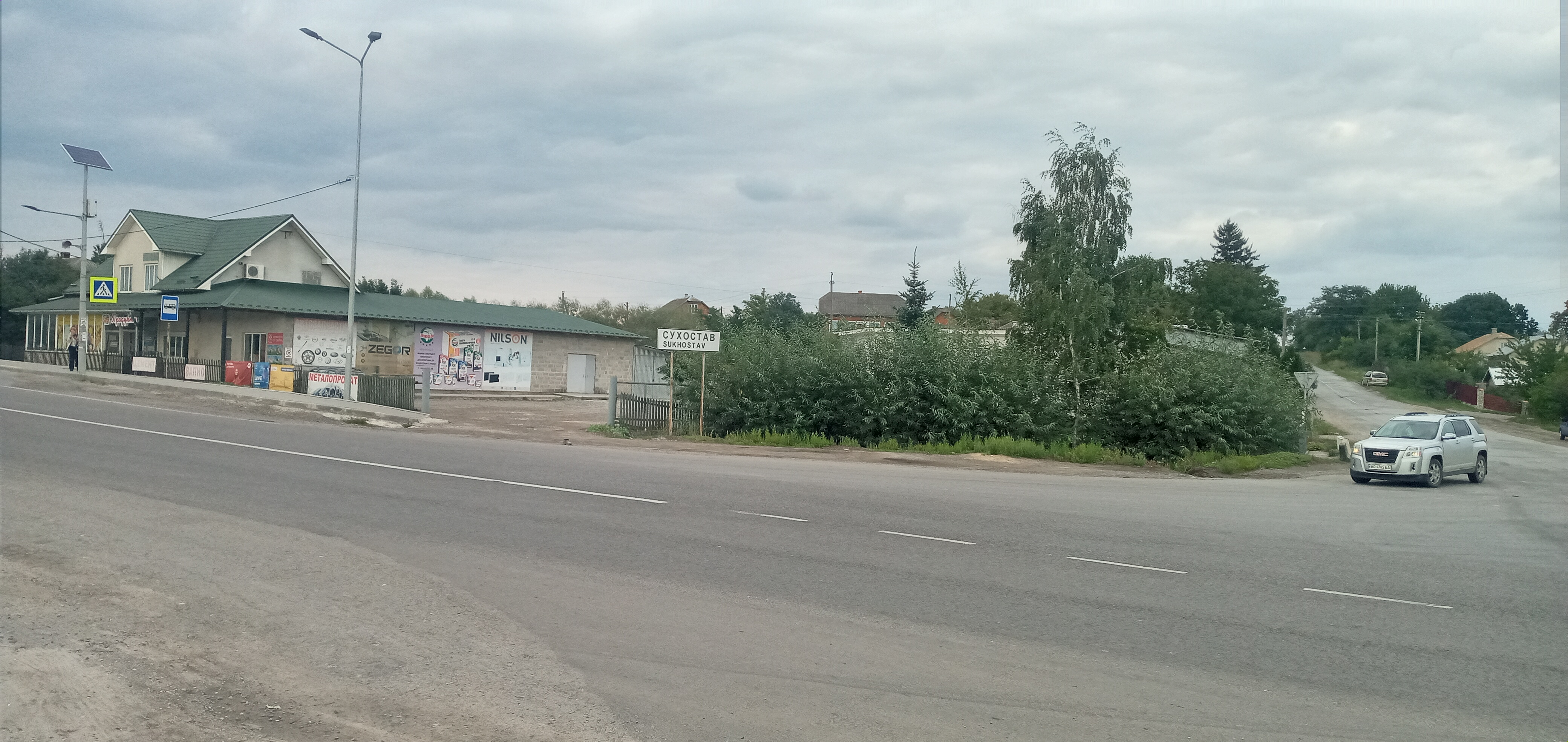
Suchostav

Suchostaw – wieś w rejonie czortkowskim obwodu tarnopolskiego, założona w 1553 r. W II Rzeczypospolitej miejscowość była siedzibą gminy wiejskiej Suchostaw w powiecie kopyczynieckim województwa tarnopolskiego. Wieś liczy 982 mieszkańców.
W 1944 nacjonaliści ukraińscy z OUN-UPA zamordowali tutaj 16 Polaków.
W 1926 urodził się tu David Harden (zm. 2014) – izraelski malarz, działacz kulturalny, pisarz i tłumacz.
Do 2020 w rejonie husiatyńskim. 